# ريوجي أراكي
ريوجي أراكي (باليابانية: 荒木 亮次) (10 مايو 1978 في ناغاساكي في اليابان – )؛ هو لاعب كرة قدم سابق كان يلعب كمدافع.